# Heterogramma pyramusalis
Heterogramma pyramusalis là một loài bướm đêm trong họ Noctuidae.